# جانين غوتيريز
جانين ماري إليزابيث أولسون غوتيريز (من مواليد 2 أكتوبر 1989) ممثلة فلبينية، مضيفة تلفزيونية ونموذج تجاري. تخرجت من جامعة أتينيو دي مانيلا وشهادة في الدراسات الأوروبية، وهي حاليًا فنانة متعاقدة مع شبكة GMA.

## حياتها الشخصية
هي الأكبر من أربعة أشقاء، جوتيريز يأتي من عائلة من الممثلين. والداها رامون كريستوفر جوتيريز ولوتلوت دي ليون. أجدادها من الأب هم بيليتا كوراليس و إدي جوتيريز. دونالد أولسون وإيفا رودريغيز أجداها من الأم.التحقت بكلية سانت بول، باسيج، وهي مدرسة للبنات.

## روابط خارجية
- جانين غوتيريز على موقع IMDb (الإنجليزية)
- جانين غوتيريز على موقع ميوزك برينز (الإنجليزية)